# Porto Rico nos Jogos Pan-Americanos de 1955
Porto Rico competiu nos Jogos Pan-Americanos de 1955 na Cidade do México de 12  a 16 de março de 1955. Conquistou 4 medalhas de nesta edição.